# Magyarországon üzemelő rádióklubok listája
A rádióamatőröket összehozta a közös hobbi, és előbb-utóbb személyesen is találkozni kezdtek egymással. A beszélgetések főként a közös hobbijukról szóltak. Megosztották egymással rádiós élményeiket, megmutathatták egymásnak a QSL-lapjaikat. Ezzel létrejött egy közösség, ahol először a tapasztaltabbak tanították a kezdőket, majd a klubok bővülésével megkezdődtek a tanfolyamok is. A tagok a klubot is ellátták akár közösen vásárolt felszerelésekkel, ezzel fejlődött azok technikai háttere is. Ezután már nemcsak a társaságért és a tanfolyamokért volt érdemes jönni, hanem a felszerelések miatt is, amit a tagok használhattak. Általánosságban sokkalta jobb technikai háttérrel rendelkeztek, mint a legtöbb egyéni rádióamatőr állomás. Például versenyezni klubokból sokkal célszerűbb volt, mint egyedileg.

## Magyarországon üzemelő rádióklubok

### Főváros
- Bajcsy Rádióklub - HA5KKC - HG5C : Bp. XI. Duránci u. 5 - VERSENYÁLLOMÁS: Gyömrő, Üllői út 17.
- Budapest Fővárosi Rádióamatőr Klub – HA5KDR: Budapest XII. ker, Őzike utca 37.
- MOM Rádióklub – HA5KFV: Budapest XII. ker, Csörsz utca 18. Klubnap csütörtökönként 18:00-tól
- Műegyetemi Rádió Club – HA5MRC, HA5BME: Budapest XI. ker, Goldmann Gy. tér 3.
- Normafa Műhely – HA5KNF: Budapest XI. ker. Ugron Gábor utca 68.
- Puskás Tivadar Rádióamatőr Klub – HA5KHC: Budapest IX. ker Gyáli út 22. Klubnap Hétfő 17-20
- Simonyi Károly Szakkollégiumi Rádióamatőr Klub – HA5KFU: www.ha5kfu.hu Budapest XI. ker, Irinyi u.42.
- BKV rádióklub – HA5KDQ: www.ha5kdq.hu
- Pataky István Híradásipari és Informatikai Technikum Rádiós Szakköre -HA5KPI Bp. X. Salgótarjáni út 53/b. (Ganz Rádióklub szakköre)

### Nyugat-Dunántúl
- Győr Városi Rádióklub – HA1KSA, HG1S, HG1PGY: Győr, Bajcsy-Zsilinszky utca 6.
- Honfy József Rádióamatőr Klub – HA1KHJ: Győr, Egyetem tér 1.
- Területi Rádióklub Zalaegerszeg – HA1KZC, HA1KZB, HG1Z: Zalaegerszeg, Október 6 tér 19.
- Soproni Rádióamatőr klub – HA1KSS: Sopron, Kölcsey Ferenc utca 5. ha1kss.wordpress.com

### Közép-Dunántúl
- Keszthelyi Városi Rádióklub – HA1KXX: Keszthely, Pethe Ferenc u 5. Vezetője: HA1XP Tibor
- Tatabányai Városi Rádióklub – HA2KNC, HA2YNG, HA2KID: Tatabánya, Béla Király körtér 53. 4/2. Vezetője: HA2NC István

### Dél-Dunántúl
- Kaposvári Rádióamatőr Klub – HA3KGC: Kaposvár, Dózsa György u. 16. II. emelet
- Mohács Rádióamatőr Klub – HA3KMF: Mohács, Tomori u. 17
- Bakony Rádióklub – HA2KSD: Veszprém
- ASE Rádióamatőr SC – HA3DX: Paks-Ürgemező, Vácika dűlő
- NKSK Rádió Klub – HA3KGZ: Nagyatád, Nagy Imre tér 1.

### Közép-Magyarország
- Intercisa Rádióklub khse. – HA4KYP: Dunaújváros, Hangulat u. 2. alagsor
- Szölősi József Rádióklub és Rádióamatőr Állomás – HA4KYB: Székesfehérvár
- Ganz Rádióklub - HA5KFZ, HA5KJX, HA5GEW -Gödöllő  www.ha5kfz.hu

### Észak-Magyarország
- Kazincbarcika Városi Rádióklub – HA9BVK, HG9X: Kazincbarcika, Egyházdűlő
- Vak Bottyán Rádióklub – HA6KVC, HG6Z, HA6KZS: Gyöngyös, Than Károly utca 1. (Vak Bottyán Rádióklub honlapja)
- Ózdi Rádióklub – HA9OZD, HG9VHF: Ózd, Bolyki Főút 27. V/20.
- Diósgyőri Rádióklub – HA9KPZ: Miskolc, Bartók Béla Művelődési Ház, Andrássy út 15.

### Észak-Alföld
- Jászsági Rádiósok Egyesülete – HA7KLF: Jászberény, Rákóczi u. 37
- Rádiós és Szabadidő Klub – HA0KDA – Debrecen, Petőfi tér – www.radiosklub.hu
- Debreceni QRP Rádió-Elektronikai Sportegyesület – HG0DQR – Debrecen, Faraktár utca 67. (VOKE épületében) – www.dqradio.org
- Debreceni Egyetem Rádióamatőr Egyesület – HG0UD

### Dél-Alföld
- Jánoshalma Városi Rádióklub – HA8KVK, HG8N: Jánoshalma sportpálya
- Békéscsabai Városi Rádióklub – HA8KWG: Békéscsaba, Puskin tér 1.
- Makói Rádióamatőr Klub – HA8KCI: Makó, Megyeház u. 20.